# 豊原連隊区
豊原連隊区（とよはられんたいく）は、大日本帝国陸軍の連隊区の一つ。樺太（南樺太）全域の徴兵・召集等兵事事務を取り扱った。実務は豊原連隊区司令部が執行した。1945年（昭和20年）、同域に豊原地区司令部が設けられ、地域防衛体制を担任した。

## 沿革
1925年（大正14年）4月6日、日本陸軍の第三次軍備整理に伴い陸軍管区表が改正（大正14年軍令陸第2号）され、同年5月1日、旭川連隊区の管轄区域に樺太が追加された。
1940年（昭和15年）8月1日、旭川連隊区から樺太を管轄とする豊原連隊区が独立し、北部軍管区旭川師管に属することとなった。ただし、北部軍管区を管轄とする北部軍司令部が設置される同年12月2日まで、北部軍管区に関する事項は施行が延期された。
1945年には作戦と軍政の分離が進められ、軍管区・師管区に司令部が設けられたのに伴い、同年3月24日、連隊区の同域に地区司令部が設けられた。地区司令部の司令官以下要員は連隊区司令部人員の兼任である。同年4月1日、旭川師管は旭川師管区と改称された。

## 司令官
豊原連隊区兼豊原地区司令官
- 桑名照弐 予備役陸軍少将：1945年3月31日[5] - 1945年4月30日[6]
- 柳勇 予備役陸軍少将：1945年4月30日[7] -